# 标记法
在语言学和符号学中，标记法（notation）又称表示法、表记，是图形或记号、字符与缩写表达式系统，用于在诸如科学或艺术中对技术性事实和量的约定表示。 一种表示法包括一个相关记号的的集合，每个记号都有专门赋予的含义，为方便在特定知识或研究领域内进行结构化通信而创建。